# Raed Chabab Baladiat Oued Rhiou (football)
Ne pas confondre avec le Raed Chabab Baladiat Oued Rhiou, le club omnisport.
Maillots
Dernière mise à jour : 25 août 2023.
Le Raed Chabab Baladiat Oued Rhiou (en arabe : رائد شباب بلدية وادي رهيو), plus couramment abrégé en RCB Oued Rhiou ou encore en RCBOR, est un club algérien de football fondé en 1936 et basé dans la commune de Oued Rhiou, dans la wilaya de Relizane.
La section football du RCBOR appartient au club omnisport qui porte le même nom.

## Histoire
En janvier 1936, des joueurs et sportifs d'Oued Rhiou, se décidaient à créer le « Racing Club musulman inkermannais », sous la conduite de M. Guerien René.
Le premier comité comprenait MM. les président, Guerien René; vice-présidents, Belmihoub Bouaddallah, Benouali Abdelkader; secrétaire, Chemmam Mahieddine et adjoint, Benhammouda Baghdadi; trésorier, pons, Boudjemaâ Slimane; capitaine d'équipe, Benhammouda Mohammed Ali. dit « Rouge ».
Dès la constitution, le nouveau comité avait des tâches à remplir. Achat du matériel, tenues, ballons etc., frais de déplacement de l'équipe. Pour se procurer les fonds nécessaires à l'accomplissement de ces tâches il fallut tout le dévouement des membres et joueurs, et des dons de la population.
En 1937, le R.C.M.I. participa à la coupe du Chéliff avec une bonne formation, dont Benhammouda Mo- Mokhfi, Bosredon, Benyayer, Vinty. Dès le début, le R.C.M.I. se distingua par ses victoires sur l'U.S. d Ténès, les cheminots d'Orléansville, l'Olympique d'Affreville etc. Aux fêtes de Pâques de 1937, ils s'affrontaient, en un match amical, l'I.S. P C. Mostaganem, club de division p d'honneur, c'est par le score de 3 à 1 que le R.C.M.I. s'est incliné de Berziga Sadock; assesseurs, Com-vant ce grand club, renforcé à l'époque par les joueurs Hamza et Ould.
En 1938, le Racing participa à la coupe du Chéliff, mais cette année-là, malgré sa bonne volonté, il n'arriva à être classé que 4e après Miliana, l'A.S. Orléansville et les vétérans de cette dernière. Fin 1938, le Racing est en sommeil.
En 1946, les anciens dirigeants d et joueurs décident de le réveiller. Un nouveau comité est élu avec à sa tête, MM. Touili, président, Bel mihoub, Berziga, Benalioua, Chemmam, etc. Après quelques matches amicaux en 1946, la saison 1946-1947 voit le Racing affilié à la L.O.F.A. au district de Mostaganem. Le Racing est en promotion de 1re division. Au cours de cette saison, le R.C. M.I. se dépense pour accéder en première division, mais cette année il lui faudra attendre. Espérons que l'année prochaine, notre glorieuse équipe fera de son mieux pour faire triompher les couleurs d'Inkermann.
L'équipe du Raed Chabab Baladiat Oued Rhiou a évolué après l'indépendance de l'Algérie dans la première édition de la D1 algérienne (Critérium d'Honneur saison 1962-63) et n'a pas pu se maintenir où elle s'est reléguée en D3 la saison suivante.
Le RCBOB joue donc plusieurs saisons en divisions inférieures jusqu'à pourvoir enfin revenir et évoluer pendant plusieurs saisons en division 2 algérienne.
L'équipe évolue depuis la saison 2014-2015 dans le championnat d'Algérie de 3e division, appelé Division Nationale Amateur.
En 2020, le retrouve la deuxième division algérienne après 16 ans d'absence.

## Bilan sportif

### Palmarès
| Compétitions nationales                          |
| ------------------------------------------------ |
| - DNA (D3) (1) : - Champion Gr. Ouest : 1985-86. |

## Parcours

### Classement en championnat par année
- 1962-63 : CH, Ouest Gr. VI, 6e
- 1963-64 : D3, Promotion d'honneur Ouest, ?e
- 1964-65 : D3, Promotion d'honneur Ouest groupe A, ?e
- 1965-66 : D3, Promotion d'honneur Ouest groupe A, ?e
- 1966-67 : D4, Promotion d'honneur Ouest groupe ?, ?e
- 1967-68 : D4, Promotion d'honneur Ouest groupe ?, ?e
- 1968-69 : D4, Promotion d'honneur Ouest groupe ?, ?e
- 1969-70 : D4, Promotion d'honneur Ouest groupe D, 7e
- 1970-71 :
- 1971-72 :
- 1972-73 :
- 1973-74 :
- 1974-75 :
- 1975-76 :
- 1976-77 :
- 1977-78 :
- 1978-79 :
- 1979-80 :
- 1980-81 :
- 1981-82 : D3, Division d'honneur Ouest, ?e
- 1982-83 :
- 1983-84 :
- 1984-85 :
- 1985-86 : D3, Division d'honneur Ouest, 1er
- 1986-87 : D2, Régional Ouest, 11e
- 1987-88 : D2, Régional Ouest, 4e
- 1988-89 : D2, National 2, 15e
- 1989-90 : D3, Régional Ouest, 6e
- 1990-91 : D3, Régional Ouest, 14e
- 1991-92 : D3, Régional Ouest, ?e
- 1992-93 :
- 1993-94 :
- 1994-95 :
- 1995-96 :
- 1996-97 :
- 1997-98 :
- 1998-99 :
- 1999-00 : D4 , Régional Ouest, 7e
- 2000-01 :
- 2001-02 :
- 2002-03 : D3, Ouest, 3e
- 2003-04 : D2, Centre, 13e
- 2004-05 : D3, Inter-régions Centre, 9e
- 2005-06 : D3, Inter-régions Centre, 13e
- 2006-07 : D3, Inter-régions Centre, 13e
- 2007-08 : D3, Inter-régions Centre, 7e
- 2008-09 : D3, Inter-régions Centre, 4e
- 2009-10 : D3, Inter-régions Centre, 7e
- 2010-11 : DNA, Centre-Ouest, 12e
- 2011-12 : DNA, Ouest, 12e
- 2012-13 : DNA, Ouest, 8e
- 2013-14 : DNA, Ouest, 5e
- 2014-15 : DNA, Ouest, 7e
- 2015-16 : DNA, Ouest, 2e
- 2016-17 : DNA, Ouest, 13e
- 2017-18 : DNA, Ouest, 8e
- 2018-19 : DNA, Ouest, 13e
- 2019-20 : DNA, Ouest, 4e
- 2020-21 : Ligue 2 Amateur Ouest, 9e
- 2021-22 : D3, Inter-régions Centre-Ouest, 11e
- 2022-23 : D3, Inter-régions Centre-Ouest, 11e
- 2023-24 : D3, Inter-régions Centre-Ouest, 15e
- 2024-25 : D4, Régional 1 Oran, ?e

### Parcours du RCBOR en coupe d'Algérie
| Saison  | Tour          | Matchs                 | Résultats           |
| ------- | ------------- | ---------------------- | ------------------- |
| 1962-63 | 1re T.R       | RC Relizane            | 2-1                 |
| 1963-64 | 2e T.R        | ?                      | ?                   |
| 1964-65 | 2e T.R        | ?                      | ?                   |
| 1965-66 | 1/32 finale   | WA Tlemcen             | 4-0                 |
| 1966-67 | 1/64 finale   | USM Oran               | 4-4 club visiteur   |
| 1967-68 | 2e T.R        | WA Mostaganem          | 3-0 sur tapis verts |
| 1968-69 | ?             | ?                      | ?                   |
| 1969-70 | ?             | ?                      | ?                   |
| 1970-71 | ?             | ?                      | ?                   |
| 1971-72 | ?             | ?                      | ?                   |
| 1972-73 | ?             | ?                      | ?                   |
| 1973-74 | ?             | ?                      | ?                   |
| 1974-75 | 1/32 finale   | CC Sig                 | 1-0                 |
| 1975-76 | ?             | ?                      | ?                   |
| 1976-77 | ?             | ?                      | ?                   |
| 1977-78 | ?e T.R        | ?                      | ?                   |
| 1978-79 | ?e T.R        | ?                      | ?                   |
| 1979-80 | ?e T.R        | ?                      | ?                   |
| 1980-81 | ?e T.R        | ?                      | ?                   |
| 1981-82 | ?e T.R        | ?                      | ?                   |
| 1982-83 | ?e T.R        | ?                      | ?                   |
| 1983-84 | ?e T.R        | ?                      | ?                   |
| 1984-85 | ?e T.R        | ?                      | ?                   |
| 1985-86 | ?e T.R        | ?                      | ?                   |
| 1986-87 | 1/16 finale   | CS Constantine         | 2-0 a.p             |
| 1987-88 | 1/16 finale   | JSM Tiaret             | 1-1 t.a.b           |
| 1988-89 | 1/16 finale   | ES Guelma              | 1-0                 |
| 1989-90 | N.J           | N.J                    | N.J                 |
| 1990-91 | ?e T.R        | ?                      | ?                   |
| 1991-92 | 5e T.R        | CRB Teghalimet         | 1-0                 |
| 1992-93 | N.J           | N.J                    | N.J                 |
| 1993-94 | 4e T.R        | SCM Oran               | 3-0                 |
| 1994-95 | 1/64 finale   | IS Tighennif           | ?                   |
| 1995-96 | 3e T.R        | ASB Rahouia            | 3-3 t.a.b           |
| 1996-97 | ?e T.R        | ?                      | ?                   |
| 1997-98 | ?e T.R        | ?                      | ?                   |
| 1998-99 | ?e T.R        | ?                      | ?                   |
| 1999-00 | ?e T.R        | ?                      | ?                   |
| 2000-01 | 1/32 finale   | MSP Batna              | 1-1 t.a.b 5-4       |
| 2001-02 | 1/32 finale   | CA Batna               | 1-0                 |
| 2002-03 | Avant dernier | RC Oran                | 1-0                 |
| 2003-04 | 1/32 finale   | RC Arbaa               | 0-0 t.a.b 4-2       |
| 2004-05 | ?e T.R        | ?                      | ?                   |
| 2005-06 | ?e T.R        | ?                      | ?                   |
| 2006-07 | 1/64 finale   | KS Oran                | ?                   |
| 2007-08 | 1/64 finale   | OM Arzew               | 1-0 a.p             |
| 2008-09 | 1/64 finale   | MC Oran                | 1-0                 |
| 2009-10 | 1/64 finale   | ?                      | ?                   |
| 2010-11 | Avant dernier | JS Emir Abdelkader     | ?                   |
| 2011-12 | 1/32 finale   | USM Ain Beida          | 0-0 t.a.b 4-2       |
| 2012-13 | 1/32 finale   | CRB Aïn Fakroun        | 1-0                 |
| 2013-14 | 1/64 finale   | SCM Oran               | 2-0                 |
| 2014-15 | Avant dernier | JS Emir Abdelkader     | 0-0 t.a.b           |
| 2015-16 | Avant dernier | CRB Hennaya            | 3-2                 |
| 2016-17 | 1/16 finale   | US Tébessa             | 2-1                 |
| 2017-18 | 1/16 finale   | JS Kabylie             | 2-0                 |
| 2018-19 | 1/64 finale   | FCB Abdelmalek Ramdane | 2-1                 |
| 2019-20 | 1/64          | USM Oran               | 0-1 a.p             |

## Identité du club

### Logo et couleurs
Depuis la fondation du Raed Chabab Baladiat Oued Rhiou en 1936, ses couleurs sont toujours le Rouge et le Blanc.

Ancien logo
Logo actuel.